# Rallye de Côte d'Ivoire 1978
Le Rallye de Côte d'Ivoire Bandama 1978 (10e Rallye Bandama), disputé du 21 au 24 octobre 1978, est la soixante-et-unième manche du championnat du monde des rallyes (WRC) courue depuis 1973, et la neuvième manche du championnat du monde des rallyes 1978 (WRC). C'est également la dix-septième des dix-neuf épreuves de la Coupe FIA 1978 des pilotes de rallye, créée l'année précédente.

## Contexte avant la course

### Le championnat du monde
Créé en 1973 en remplacement du championnat international des marques, le championnat du monde des rallyes a pour cadre les plus célèbres épreuves routières internationales, telles le Rallye Monte-Carlo ou le Safari. Onze manches sont inscrites au calendrier 1978, réservées aux voitures des catégories suivantes :
- Groupe 1 : voitures de tourisme de série
- Groupe 2 : voitures de tourisme spéciales
- Groupe 3 : voitures de grand tourisme de série
- Groupe 4 : voitures de grand tourisme spéciales

Alors qu'il ne reste que trois manches à disputer, Fiat a de très grandes chances de remporter à nouveau le titre mondial, Ford (son principal adversaire la saison précédente) ayant fortement réduit son programme sportif, se limitant à quelques épreuves ciblées. Le grand constructeur turinois a imposé sa 131 Abarth à quatre reprises cette saison et possède une confortable avance au championnat sur Opel et Ford, d'autant que ce dernier a fait l'impasse sur l'épreuve ivoirienne.

#### Coupe FIA des pilotes
La Coupe des pilotes de rallye a été créée en 1977 et s'appuie sur un système de points identique à celui du championnat du monde de Formule 1. Le décompte est toutefois assez complexe, car prenant en compte, en plus des onze manches mondiales, cinq épreuves du championnat d'Europe et trois autres rallyes internationaux, et pénalisant d'un résultat les pilotes n'ayant pas participé au moins une fois au championnat européen. Ce système a permis a Sandro Munari de s'adjuger la coupe 1977, face à son principal rival, Björn Waldegård, qui avait pourtant inscrit plus de points que lui. Fer de lance du groupe Fiat, Markku Alén, fort de trois victoires et de multiples places d'honneur cette saison, est pratiquement assuré de succéder à Munari, seul Jean-Pierre Nicolas (vainqueur du Rallye Monte-Carlo et du Safari) ayant encore une toute petite chance de l'en empêcher.

### L'épreuve

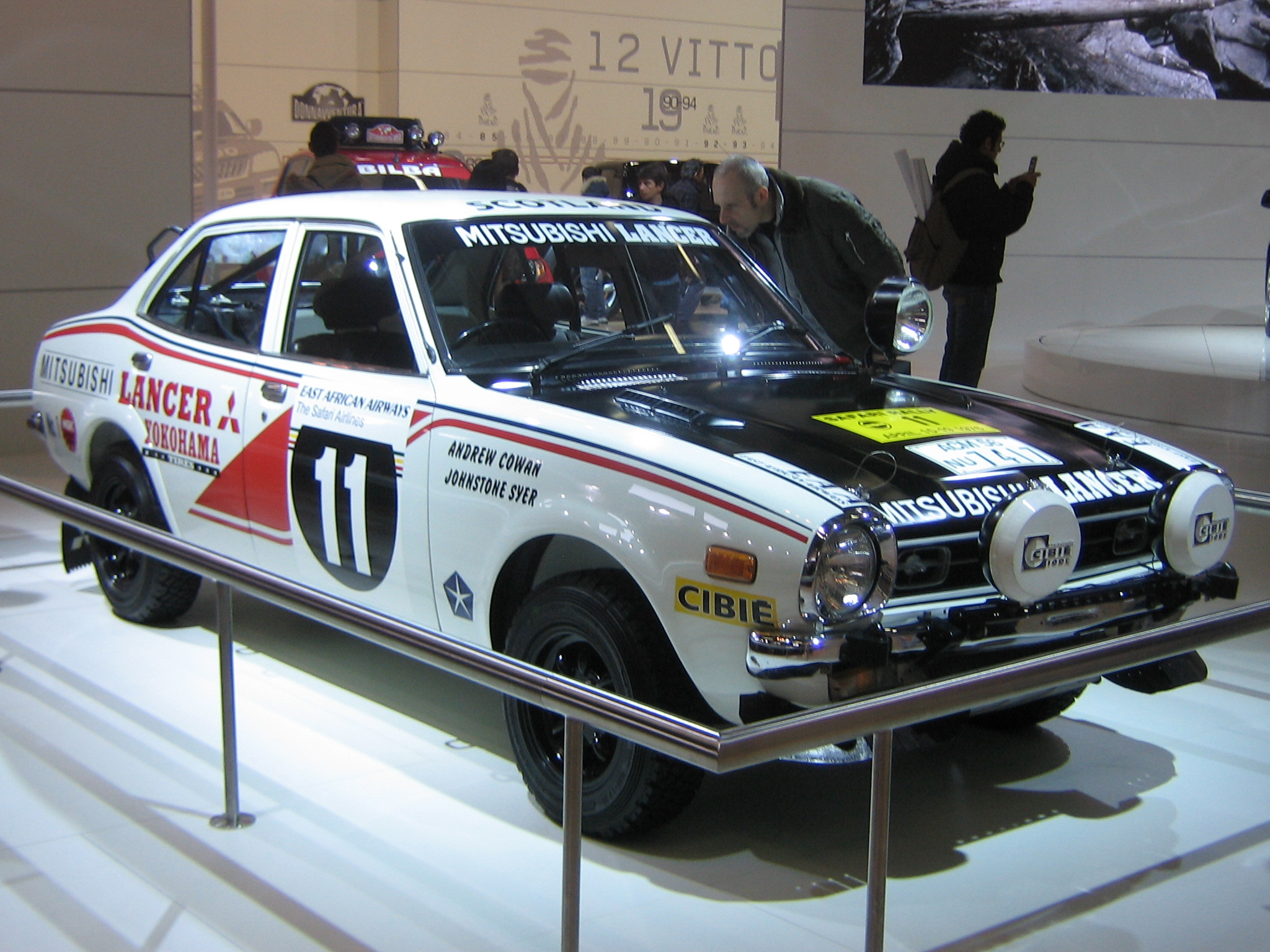
La Mitsubishi Colt Lancer d'Andrew Cowan (ici en version Safari), victorieuse en 1977.

Créé en 1969, le Rallye Bandama est un rallye africain se courant presque exclusivement sur piste, à l’image du Safari dont son organisation s’inspire. Le parcours se déroule intégralement en Côte d'Ivoire, sur routes ouvertes. Les différentes étapes sont divisés en secteurs sélectifs à parcourir à une moyenne donnée, le classement général étant établi sur la base des pénalités de retard accumulées par les équipages. Dernier vainqueur en date, Mitsubishi s'était imposé face au favori Peugeot en 1977, les Colt Lancer d'Andrew Cowan et de Joginder Singh ayant réalisé un doublé.

## Le parcours

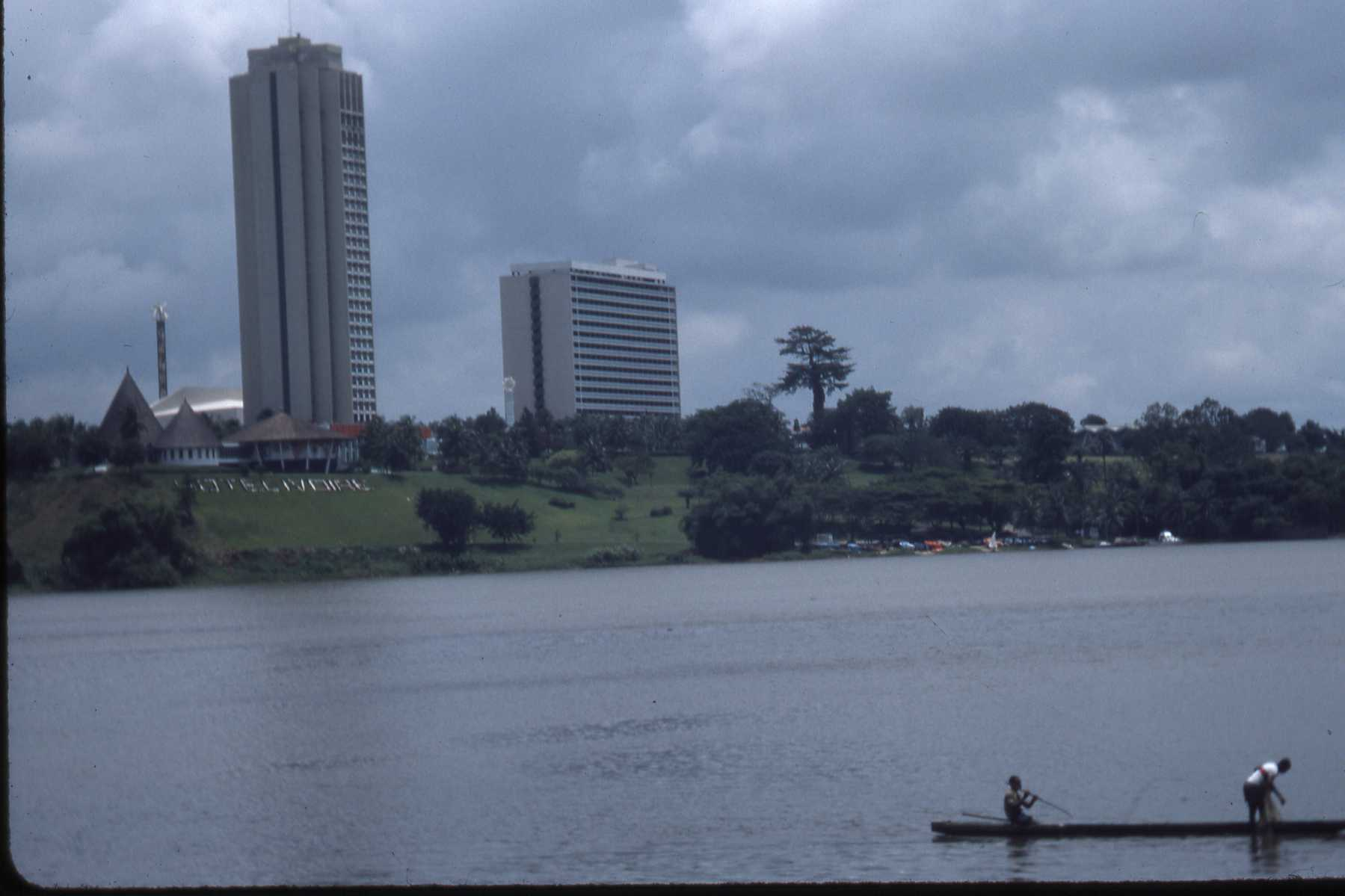
L'hôtel Ivoire d'Abidjan, PC du Rallye Bandama.

- vérifications techniques : 20 octobre 1978 à Abidjan
- départ : 21 octobre 1978 d'Abidjan
- arrivée : 24 octobre 1978 à Abidjan
- distance : 5 472 km
- surface : terre
- Parcours divisé en quatre étapes, comprenant 33 secteurs de liaison, soient 37 contrôles horaires (C.H.)[3]

### Première étape
- Abidjan - Maféré - Arrah - Yamoussoukro, le 21 octobre
- distance : 1 055 km
- 11 secteurs de liaison, 12 contrôles horaires (le premier contrôle horaire a lieu à la sortie du parc fermé au départ d'Abidjan)

### Deuxième étape
- Yamoussoukro - Tabou - Danané - Man - Yamoussoukro, le 22 octobre
- distance : 1 815 km
- 5 secteurs de liaison, 6 contrôles horaires (le premier contrôle horaire a lieu à la sortie du parc fermé au départ de Yamoussoukro)

### Troisième étape
- Yamoussoukro - Bocanda - Korhogo - Kossou - Yamoussoukro, le 23 octobre
- distance : 1 548 km
- 5 secteurs de liaison, 6 contrôles horaires (le premier contrôle horaire a lieu à la sortie du parc fermé au départ de Yamoussoukro)

### Quatrième étape
- Yamoussoukro - Tiebissou - Bocanda - Arrah - Abengourou - Abidjan, le 24 octobre
- distance : 1 054 km
- 12 secteurs de liaison, 13 contrôles horaires (le premier contrôle horaire a lieu à la sortie du parc fermé au départ de Yamoussoukro)

## Les forces en présence
- Peugeot

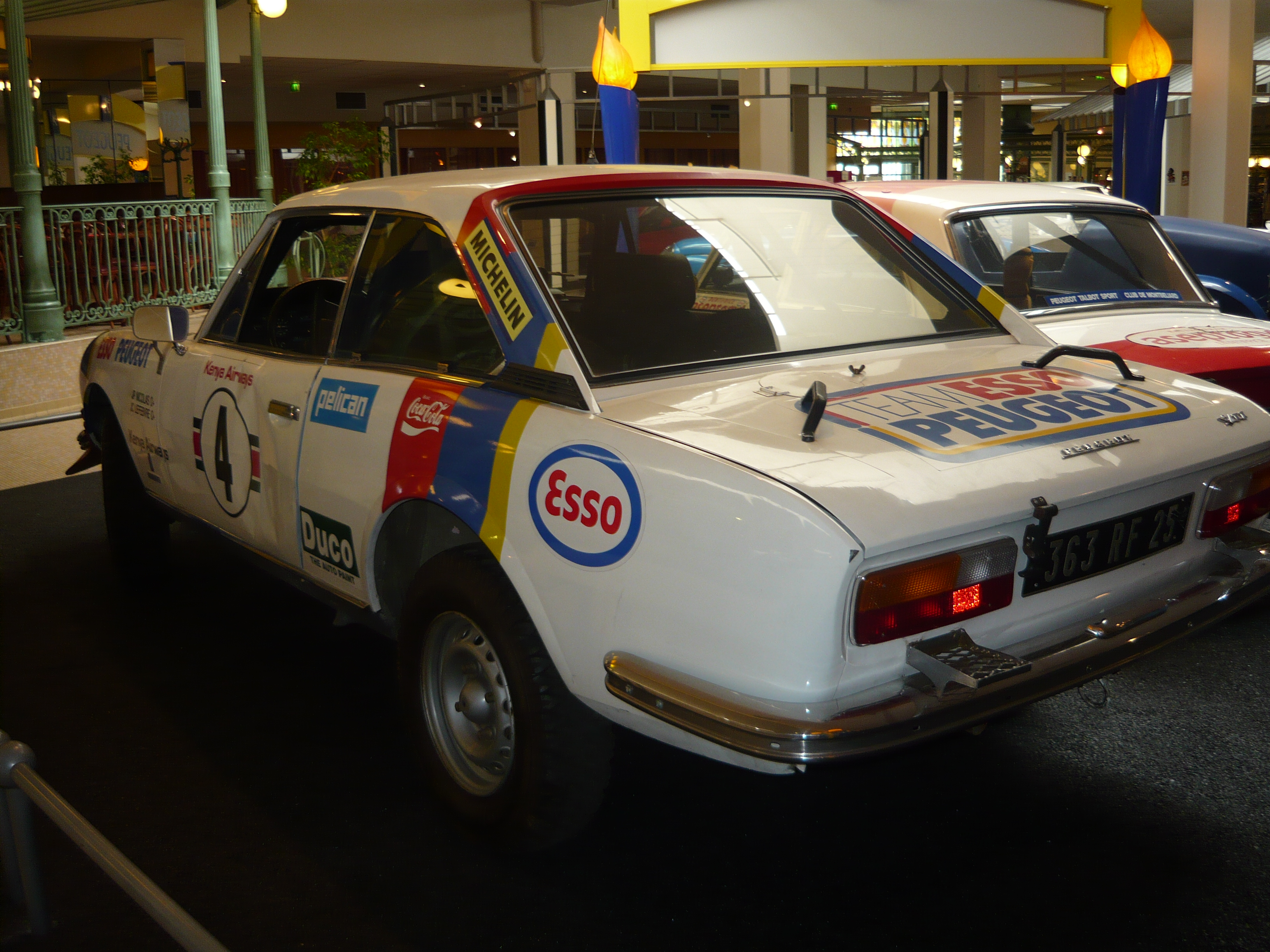
Victorieuse au dernier Safari, la 504 V6 est la grande favorite de l'épreuve.

Ayant vaincu la puissante équipe Porsche lors du dernier Safari, Peugeot est le grand favori en Côte d'Ivoire, où la concurrence va s'avérer beaucoup moins rude, Porsche étant absent et Mitsubishi n'étant représenté que par des pilotes privés. Le constructeur français a préparé trois coupés 504 V6 groupe 4. Ces voitures pèsent environ 1300 kg et leur moteur de 2 700 cm3, équipé de trois doubles carburateurs Weber, développe désormais 240 chevaux. Elles sont aux mains de Timo Mäkinen, Jean-Pierre Nicolas et Simo Lampinen. L’usine engage également deux berlines 104 S groupe 2 (810 kg), animées par un petit quatre cylindres de 1 100 cm3 délivrant 106 chevaux, pour Alain Ambrosino et Jean-Claude Lefebvre. L'équipe officielle est épaulée par plusieurs équipages privés, dont les trois coupés 504 V6 (145 chevaux en version groupe 4 'client') de Samir Assef, Adolphe Choteau et Bonnardel, ainsi que les deux berlines 504 groupe 2 (moteur deux litres, 170 chevaux) de Raymond Touroul et Dominique Restellini.
- Renault

L'équipe Renault Sport, désormais sous les couleurs Gitanes, a préparé deux R5 Alpine groupe 2 (930 kg en version piste, traction, moteur quatre cylindres de 1400 cm3, deux carburateurs double corps, 135 chevaux à 7500 tr/min, boîte cinq vitesses). Elles sont confiées à Jean Ragnotti et Guy Fréquelin. C'est la première fois que ces voitures affrontent les pistes africaines, et les pilotes ont passé une partie de l'été à reconnaître le parcours et mettre au point leurs voitures. Une troisième voiture, engagée par Total, a été confiée au pilote local Alain Oger.
- Fiat

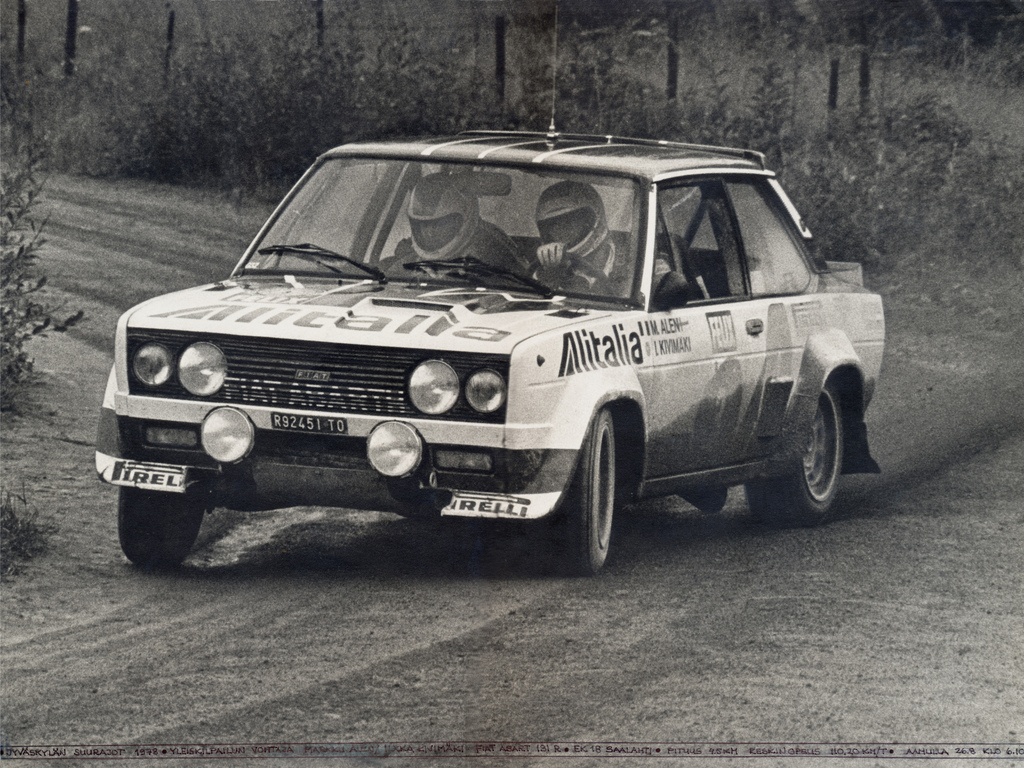
Jean Vinatier dispose de la 131 Abarth utilisée par Salonen aux 1000 lacs (ici Alén sur une voiture identique).

Directeur de Fiat France, Jean Vinatier est sorti de sa retraite sportive pour piloter une 131 Abarth groupe 4 d'usine. Il s'agit de la voiture utilisée par Timo Salonen au dernier rallye des 1000 lacs, dont la puissance a été ramenée à 220 chevaux afin de privilégier la souplesse du moteur sur les pistes africaines. La caisse a été renforcée et Les suspensions ont été adaptées au terrain et la caisse a été renforcée, la voiture accusant 1100 kg sur la bascule.
- Opel

Grand habitué des rallyes africains, Shekhar Mehta dispose d'une Opel Ascona B groupe 2 sous les couleurs de l'Euro Händler Team. C'est la première sortie en course de ce modèle dont le moteur deux litres, préparé par Irmscher et alimenté par deux doubles carburateurs Weber, délivre environ 170 chevaux.
- Mitsubishi

Pas de participation officielle pour l'équipe victorieuse en 1977, qui est néanmoins bien représentée grâce aux nombreux équipages locaux dont Kal Noujaim, Jean-François Vincens ou Louvel qui disposent de Lancer 1600 groupe 2 parfaitement adaptées à l'épreuve.

## Déroulement de la course

### Première étape
Les 51 équipages s'élancent d'Abidjan le samedi 21 octobre, à partir de minuit. Après une première boucle à l'est passant par Abengourou et Maféré, le parcours emmènera les concurrents à Yamoussoukro, par la route d'Arrah. Il a plu abondamment le vendredi, aussi les pistes sont-elles très boueuses, comportant parfois des ravines. Les premiers kilomètres se déroulent sans encombre pour l'ensemble des concurrents, sauf pour Simo Lampinen, le moteur de son coupé Peugeot 504 chauffant anormalement. Son assistance doit lui changer son contacteur de ventilateur de refroidissement, et le pilote finlandais va encaisser une pénalité de onze minutes au contrôle d'Abengourou. À ce stade de la course, seuls Timo Mäkinen (504 coupé), Guy Fréquelin et Alain Oger, tous deux sur Renault 5 ont réussi à pointer dans les délais. Avant d'aborder les premières difficultés du parcours, ils comptent une minute d'avance sur Jean Ragnotti (Renault 5) et deux sur Jean-Pierre Nicolas (504 coupé). Dans le secteur suivant, Mäkinen se retrouve seul en tête, devançant Ragnotti de quatre minutes, Nicolas et Vinatier (Fiat 131) de huit. Fréquelin est une minute plus loin, tandis qu'Oger a perdu beaucoup de temps, en proie à des problèmes de pompe à eau ; moteur endommagé (joint de culasse), il renoncera dans le secteur suivant.
Entre Akrézi et Maféré, aucun équipage n'est parvenu à respecter l'horaire, mais les écarts entre les favoris restent pratiquement inchangés. Le retour vers Abidjan se déroule sans encombre, sauf pour Vinatier qui perd sa troisième place, retardé par une fuite d'huile. Mäkinen compte alors cinq minutes d'avance sur Ragnotti et dix sur Nicolas. Fréquelin est quatrième, juste devant Lampinen (relayé au volant par son copilote Atso Aho dans ce dernier secteur) et Shekhar Mehta (Opel). La pluie a cessé, mais la piste reste difficile, des ravines s'étant creusées par endroits sur la route de Yamoussoukro. Peu après Port-Bouët, Vinatier est victime de la maladresse d'un chauffeur de camion, qui effectue un brusque écart alors qu'il se faisait dépasser. Le pilote français parvient à éviter le pire en jetant sa voiture dans le fossé, mais doit néanmoins abandonner sur place. Mehta n'est guère mieux loti, des problèmes d'embrayage lui faisant perdre beaucoup de temps. Mäkinen continue à se montrer le plus rapide ; Entre Arrah et Krégbé, le tronçon le plus difficile, il ne concède que quatorze minutes sur le temps imparti, portant son avance à quatorze minutes sur Ragnotti et Nicolas, à égalité. Après une fin de parcours plus facile, il rallie Yamoussoukro en tête, toujours quatorze minutes devant son coéquipier Nicolas. Ragnotti est troisième, ayant perdu une minute à la suite d'une incursion sur le bas-côté. Quatrième, Lampinen devance la Toyota de Marc Gérenthon, premier pilote local, tandis que Fréquelin a rétrogradé à la sixième place après avoir dû faire remplacer un cardan au dernier point d'assistance. Malgré ses gros problèmes d'embrayage, Mehta n'a pas renoncé, mais, comptant deux heures et demie de retard, il a chuté en vingt-et-unième position et perdu toute chance de bien figurer. Cette première étape s'est révélée très meurtrière pour les équipages, plus d'un tiers ayant déjà abandonné.

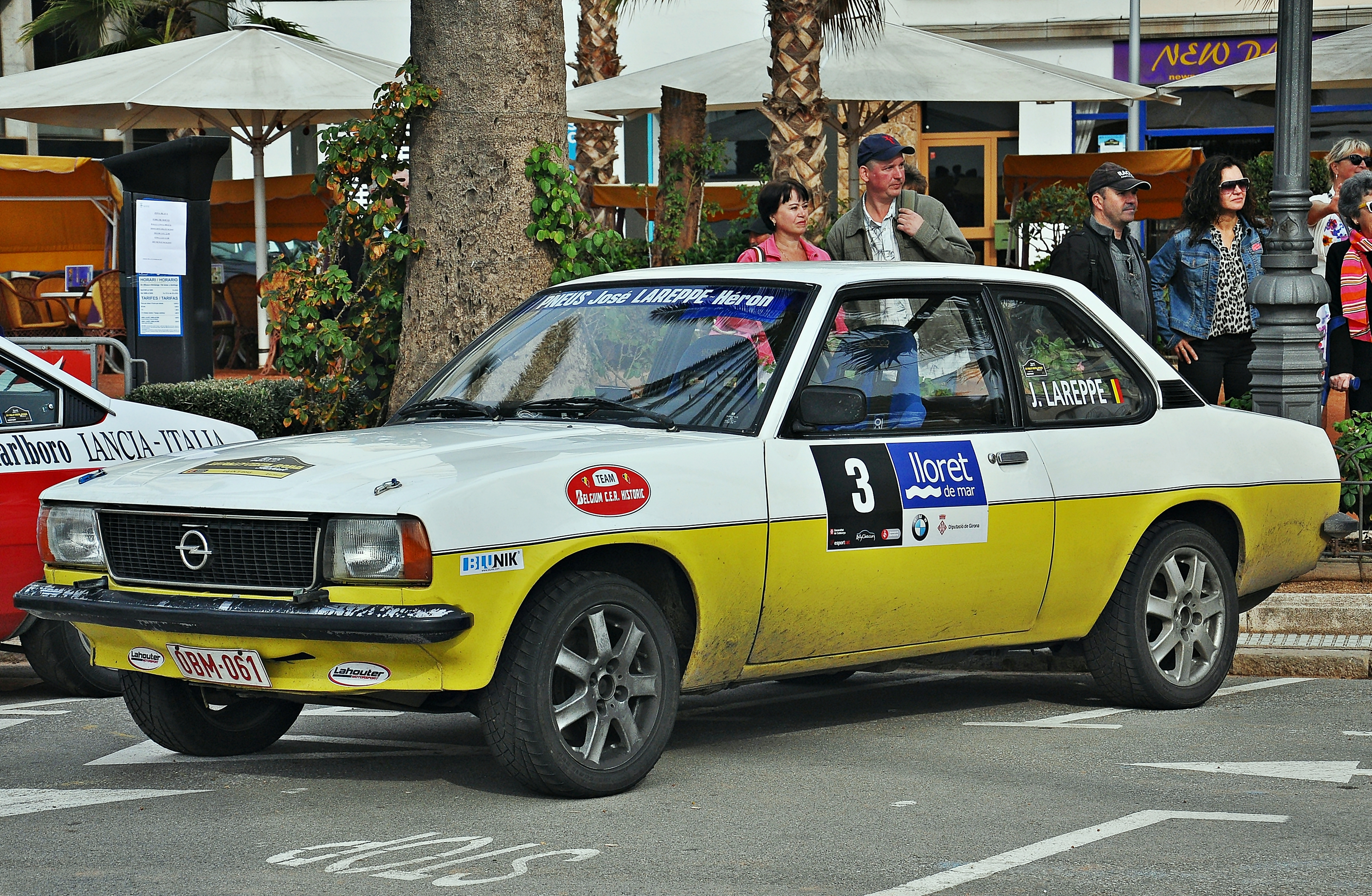
Débuts difficiles pour l'Opel Ascona B groupe 2 (ici lors d'une course historique), Mehta étant très attardé à l'issue de la première étape.

| Pos. | Pilote                | Copilote            | Voiture                | Groupe | Pénalisations | Écart        |
| ---- | --------------------- | ------------------- | ---------------------- | ------ | ------------- | ------------ |
| 1    | Timo Mäkinen          | Henry Liddon        | Peugeot 504 V6 coupé   | 4      | 31 min        |              |
| 2    | Jean-Pierre Nicolas   | Michel Gamet        | Peugeot 504 V6 coupé   | 4      | 45 min        | + 14 min     |
| 3    | Jean Ragnotti         | Jean-Marc Andrié    | Renault 5 Alpine       | 2      | 46 min        | + 15 min     |
| 4    | Simo Lampinen         | Atso Aho            | Peugeot 504 V6 coupé   | 4      | 58 min        | + 27 min     |
| 5    | Marc Gérenthon        | Passerini           | Toyota Celica Liftback | 2      | 1 h 09 min    | + 38 min     |
| 6    | Guy Fréquelin         | Jacques Delaval     | Renault 5 Alpine       | 2      | 1 h 12 min    | + 41 min     |
| 7    | Kal Noujaim           | Jean-Claude Mages   | Mitsubishi Colt Lancer | 2      | 1 h 13 min    | + 42 min     |
| 8    | G. Louvel             | Durand              | Mitsubishi Colt Lancer | 2      | 1 h 49 min    | + 1 h 18 min |
| 9    | Adolphe Choteau       | Yves Taravel        | Peugeot 504 V6 coupé   | 4      | 1 h 52 min    | + 1 h 21 min |
| 10   | Bonnardel             | Gilbert Fourcade    | Peugeot 504 V6 coupé   | 4      | 2 h 01 min    | + 1 h 30 min |
| 11   | Jean-François Vincens | Félix Giallolacci   | Mitsubishi Colt Lancer | 2      | 2 h 10 min    | + 1 h 39 min |
| 12   | Dominique Restellini  | Jean-Louis Forest   | Peugeot 504            | 2      | 2 h 12 min    | + 1 h 41 min |
| 13   | Samir Assef           | Jean-Yves Burelle   | Peugeot 504 V6 coupé   | 4      | 2 h 17 min    | + 1 h 46 min |
| 14   | Michel Mitri          | Marcel Copetti      | Datsun Violet          | 1      | 2 h 24 min    | + 1 h 53 min |
| 15   | Jean-Pierre Faure     | Peccavet            | Datsun 160J            | 2      | 2 h 31 min    | + 2 h 0 min  |
| 18   | Alain Ambrosino       | Jean-Robert Bureau  | Peugeot 104 S          | 2      | 2 h 51 min    | + 2 h 20 min |
| 20   | Jean-Claude Lefebvre  | Christian Delferier | Peugeot 104 S          | 2      | 2 h 57 min    | + 2 h 26 min |
| 21   | Shekhar Mehta         | Mike Doughty        | Opel Ascona            | 2      | 3 h 02 min    | + 2 h 31 min |

### Deuxième étape
Les concurrents rescapés repartent de Yamoussoukro le dimanche au milieu de la nuit, pour une longue boucle de plus de mille huit cents kilomètres par Tabou, Danané et Man. Malgré une météo plus clémente, la piste est encore très boueuse. Sur les cinq cents kilomètres menant à Tabou, la Renault 5 de Fréquelin connaît des problèmes de transmission qui vont coûter vingt-cinq minutes de pénalisation au pilote français, tandis que les autres favoris traversent ce secteur sans souci particulier. De son côté, Mehta, très attardé le premier jour, abandonne au terme de ce premier tronçon, arbre à cames hors d'usage. Il ne reste plus alors que vingt-sept voitures en course. Entre Tabou et Danané, l'équipage de tête va lui aussi connaître une sérieuse alerte : un amortisseur cède tout d'abord, obligeant Mäkinen à rejoindre son assistance à allure réduite. Mais la transmission lâche à son tour, il faut alors réparer sur place. Alerté à temps par radio, Lampinen peut se munir des pièces nécessaires au point d'assistance précédent et permettre à Mäkinen et son copilote Jean Todt d'effectuer l'intervention nécessaire, en une demi-heure. Au total, plus d'une heure a été perdue, la 504 numéro un chutant en quatrième position, à 54 minutes de Nicolas, qui a pris la tête devant Ragnotti (à seulement 11 minutes) et Lampinen. Mäkinen entreprend dès lors de refaire le terrain perdu : dans l'avant-dernier tronçon de la journée, il parvient à prendre dix-neuf minutes d'avance sur l'horaire idéal, ce qui lui permet de faire remplacer complètement sa suspension sans être trop pénalisé. Au retour à Yamoussoukro, il est remonté à la troisième place, et réduit son retard sur Nicolas (qui a été ralenti par deux crevaisons et de petits problèmes d'arrivée d'essence). Régulier et très rapide sur cette étape, Ragnotti, deuxième, se montre très menaçant, à seulement trois minutes de la voiture de tête. Seuls dix-sept équipages sont parvenus au terme de cette seconde journée.
| Pos. | Pilote                | Copilote            | Voiture                | Groupe | Pénalisations | Écart        |
| ---- | --------------------- | ------------------- | ---------------------- | ------ | ------------- | ------------ |
| 1    | Jean-Pierre Nicolas   | Michel Gamet        | Peugeot 504 V6 coupé   | 4      | 1 h 24 min    |              |
| 2    | Jean Ragnotti         | Jean-Marc Andrié    | Renault 5 Alpine       | 2      | 1 h 27 min    | + 3 min      |
| 3    | Timo Mäkinen          | Henry Liddon        | Peugeot 504 V6 coupé   | 4      | 2 h 07 min    | + 43 min     |
| 4    | Guy Fréquelin         | Jacques Delaval     | Renault 5 Alpine       | 2      | 2 h 22 min    | + 58 min     |
| 5    | Simo Lampinen         | Atso Aho            | Peugeot 504 V6 coupé   | 4      | 2 h 40 min    | + 1 h 16 min |
| 6    | Kal Noujaim           | Jean-Claude Mages   | Mitsubishi Colt Lancer | 2      | 5 h 05 min    | + 3 h 41 min |
| 7    | Jean-François Vincens | Félix Giallolacci   | Mitsubishi Colt Lancer | 2      | 5 h 06 min    | + 3 h 42 min |
| 8    | Alain Ambrosino       | Jean-Robert Bureau  | Peugeot 104 S          | 2      | 5 h 18 min    | + 3 h 54 min |
| 9    | Jean-Claude Lefebvre  | Christian Delferier | Peugeot 104 S          | 2      | 5 h 22 min    | + 3 h 58 min |
| 10   | Bonnardel             | Gilbert Fourcade    | Peugeot 504 V6 coupé   | 4      | 5 h 29 min    | + 4 h 05 min |
| 11   | Samir Assef           | Jean-Yves Burelle   | Peugeot 504 V6 coupé   | 4      | 5 h 31 min    | + 4 h 07 min |
| 12   | Marc Gérenthon        | Passerini           | Toyota Celica Liftback | 2      | 6 h 53 min    | + 5 h 29 min |
| 13   | Adolphe Choteau       | Yves Taravel        | Peugeot 504 V6 coupé   | 4      | 8 h 10 min    | + 6 h 46 min |
| 14   | Dominique Restellini  | Jean-Louis Forest   | Peugeot 504            | 2      | 8 h 16 min    | + 6 h 52 min |
| 15   | Hervé Page            | Philippe Saget      | Datsun Violet 710      | 1      | 9 h 04 min    | + 7 h 40 min |

### Troisième étape
La troisième journée du rallye est considérée comme la plus difficile ; cette boucle nord se déroulant le lundi va emmener les rescapés jusque Korhogo avant de revenir sur Yamoussoukro par Kossou. Une nouvelle fois le départ se fait de nuit, à partir de deux heures. La route du nord comporte encore de nombreuses portions humides, mais permet néanmoins de rouler à pleine vitesse, ce dont profitent les pilotes Peugeot. A Korhogo, le classement reste cependant inchangé, Ragnotti n'ayant concédé que cinq minutes supplémentaires et occupant toujours la deuxième place. La situation se gâte sur le très long secteur menant à Kossou, qu'aucun équipage ne réussit à parcourir dans les délais : Mäkinen ne concède que onze minutes et prend la seconde place, Ragnotti perdant tout d'abord près d'une demi-heure à cause d'un roulement défaillant, avant d'être handicapé par des problèmes de visibilité, une perdrix ayant fracturé le pare-brise. À la fin de l'étape, Nicolas reste en tête, son avance sur son coéquipier Mäkinen n'étant plus que de vingt-quatre minutes. Ragnotti, troisième, compte désormais quarante-sept minutes de retard et a hypothéqué ses chances de victoire. Malgré un copilote malade, Fréquelin a conservé sa quatrième place, devant Lampinen, handicapé par des problèmes de suspension. Seulement douze équipages ont rallié Yamassoukro.
| Pos. | Pilote                | Copilote            | Voiture                | Groupe | Pénalisations | Écart        |
| ---- | --------------------- | ------------------- | ---------------------- | ------ | ------------- | ------------ |
| 1    | Jean-Pierre Nicolas   | Michel Gamet        | Peugeot 504 V6 coupé   | 4      | 1 h 54 min    |              |
| 2    | Timo Mäkinen          | Henry Liddon        | Peugeot 504 V6 coupé   | 4      | 2 h 18 min    | + 24 min     |
| 3    | Jean Ragnotti         | Jean-Marc Andrié    | Renault 5 Alpine       | 2      | 2 h 41 min    | + 47 min     |
| 4    | Guy Fréquelin         | Jacques Delaval     | Renault 5 Alpine       | 2      | 3 h 54 min    | + 2 h 0 min  |
| 5    | Simo Lampinen         | Atso Aho            | Peugeot 504 V6 coupé   | 4      | 4 h 28 min    | + 2 h 34 min |
| 6    | Jean-François Vincens | Félix Giallolacci   | Mitsubishi Colt Lancer | 2      | 7 h 44 min    | + 5 h 50 min |
| 7    | Alain Ambrosino       | Jean-Robert Bureau  | Peugeot 104 S          | 2      | 9 h 17 min    | + 7 h 23 min |
| 8    | Jean-Claude Lefebvre  | Christian Delferier | Peugeot 104 S          | 2      | 9 h 28 min    | + 7 h 34 min |
| 9    | Kal Noujaim           | Jean-Claude Mages   | Mitsubishi Colt Lancer | 2      | 9 h 48 min    | + 7 h 54 min |
| 10   | Samir Assef           | Jean-Yves Burelle   | Peugeot 504 V6 coupé   | 4      | 10 h 14 min   | + 8 h 20 min |

### Quatrième étape
Les douze rescapés repartent de Yamoussoukro le mardi, au milieu de la nuit. Pour cette dernière étape les ramenant à Abidjan, les moyennes imposées sont relativement faibles et sauf incident mécaniques les positions sont acquises. La journée se déroule sans incident notable pour les trois premiers, mais pas pour Fréquelin, qui après avoir été retardé par des problèmes de transmission et d'alternateur, entre en collision avec un grumier à la sortie d'Arrah. Au total, plus de cinquante minutes sont perdues, ce dont profite Lampinen pour revenir en quatrième position. Alors qu'elles s'étaient vaillamment comportées les jours précédents et occupaient les septième et huitième places, les Peugeot 104 d'Alain Ambrosino et Jean-Claude Lefebvre vont abandonner à moins de quatre cents kilomètres de l'arrivée : celle d'Ambrosino à cause d'un embrayage hors d'usage, celle de Lefebvre sur casse de la chaîne de distribution. La 504 de Restellini ayant terminé au ralenti, suspensions cassées, et étant hors délai, seuls neuf équipages seront classés à l'arrivée. Mäkinen se montre une nouvelle fois le plus rapide sur la journée, mais malgré une crevaison, Nicolas conserve un quart d'heure d'avance sur son coéquipier et remporte son troisième succès de l'année, Peugeot réalisant un magnifique doublé effaçant sa contre-performance de l'année précédente. Très méritant troisième, Ragnotti s'impose en groupe 2.

### Classements intermédiaires
Classements intermédiaires des pilotes après chaque contrôle horaire

### Classement général
| Pos | No | Pilote                | Copilote          | Voiture                | Pénalisations | Écart         | Groupe |
| --- | -- | --------------------- | ----------------- | ---------------------- | ------------- | ------------- | ------ |
| 1   | 02 | Jean-Pierre Nicolas   | Michel Gamet      | Peugeot 504 V6 coupé   | 2 h 28 min    |               | 4      |
| 2   | 01 | Timo Mäkinen          | Jean Todt         | Peugeot 504 V6 coupé   | 2 h 43 min    | + 15 min      | 4      |
| 3   | 04 | Jean Ragnotti         | Jean-Marc Andrié  | Renault 5 Alpine       | 3 h 50 min    | + 1 h 22 min  | 2      |
| 4   | 03 | Simo Lampinen         | Atso Aho          | Peugeot 504 V6 coupé   | 5 h 07 min    | + 2 h 39 min  | 4      |
| 5   | 05 | Guy Fréquelin         | Jacques Delaval   | Renault 5 Alpine       | 5 h 34 min    | + 3 h 06 min  | 2      |
| 6   | 14 | Jean-François Vincens | Félix Giallolacci | Mitsubishi Colt Lancer | 10 h 17 min   | + 7 h 49 min  | 2      |
| 7   | 08 | Kal Noujaim           | Jean-Claude Mages | Mitsubishi Colt Lancer | 11 h 20 min   | + 8 h 52 min  | 2      |
| 8   | 07 | Samir Assef           | Jean-Yves Burelle | Peugeot 504 V6 coupé   | 12 h 04 min   | + 9 h 36 min  | 4      |
| 9   | 48 | Hervé Page            | Philippe Saget    | Datsun Violet 710      | 16 h 20 min   | + 13 h 52 min | 1      |

### Hommes de tête
- Timo Mäkinen -  Jean Todt (Peugeot 504 V6 coupé) : du C.H. n°1 au C.H. n°14
- Jean-Pierre Nicolas -  Michel Gamet (Peugeot 504 V6 coupé) : du C.H. n°15 au C.H. n°37

## Résultats des principaux engagés
| No | Pilote                | Copilote            | Voiture                | Groupe | Classement général                              | Class. groupe |
| -- | --------------------- | ------------------- | ---------------------- | ------ | ----------------------------------------------- | ------------- |
| 01 | Timo Mäkinen          | Henry Liddon        | Peugeot 504 V6 coupé   | 4      | 2e à 15 min                                     | 2e            |
| 02 | Jean-Pierre Nicolas   | Michel Gamet        | Peugeot 504 V6 coupé   | 4      | 1er                                             | 1er           |
| 03 | Simo Lampinen         | Atso Aho            | Peugeot 504 V6 coupé   | 4      | 4e à 2 h 39 min                                 | 3e            |
| 04 | Jean Ragnotti         | Jean-Marc Andrié    | Renault 5 Alpine       | 2      | 3e à 1 h 22 min                                 | 1er           |
| 05 | Guy Fréquelin         | Jacques Delaval     | Renault 5 Alpine       | 2      | 5e à 3 h 06 min                                 | 2e            |
| 06 | Shekhar Mehta         | Mike Doughty        | Opel Ascona            | 2      | ab. dans la 2e étape (arbre à cames)            | -             |
| 07 | Samir Assef           | Jean-Yves Burelle   | Peugeot 504 V6 coupé   | 4      | 8e à 9 h 36 min                                 | 4e            |
| 08 | Kal Noujaim           | Jean-Claude Mages   | Mitsubishi Colt Lancer | 2      | 7e à 8 h 52 min                                 | 4e            |
| 09 | Jean Vinatier         | Jean-François Jacob | Fiat 131 Abarth        | 4      | ab. dans la 1re étape (accident)                | -             |
| 10 | Adolphe Choteau       | Yves Taravel        | Peugeot 504 V6 coupé   | 4      | ab. dans la 4e étape (carburation)              | -             |
| 11 | Alain Ambrosino       | Jean-Robert Bureau  | Peugeot 104 S          | 2      | ab. dans la 4e étape (embrayage)                | -             |
| 12 | Jean-Claude Lefebvre  | Christian Delferier | Peugeot 104 S          | 2      | ab. dans la 4e étape (distribution)             | -             |
| 13 | Raymond Touroul       | Daniel Le Saux      | Peugeot 504            | 2      | ab. dans la 1re étape (bielle coulée)           | -             |
| 14 | Jean-François Vincens | Félix Giallolacci   | Mitsubishi Colt Lancer | 2      | 6e à 7 h 49 min                                 | 3e            |
| 15 | Alain Oger            | Jean-Pierre Dupuis  | Renault 5 Alpine       | 2      | ab. dans la 1re étape (joint de culasse)        | -             |
| 17 | Michel Mitri          | Marcel Copetti      | Datsun Violet          | 1      | ab. dans la 2e étape                            | -             |
| 20 | Dominique Restellini  | Jean-Louis Forest   | Peugeot 504            | 2      | non classé (hors course)                        | -             |
| 23 | Marc Gérenthon        | Passerini           | Toyota Celica Liftback | 2      | ab. dans la 2e étape (collecteur d'échappement) | -             |
| 30 | Jean-Pierre Faure     | Peccavet            | Datsun 160J            | 2      | ab. dans la 2e étape                            | -             |
| 38 | Bonnardel             | Gilbert Fourcade    | Peugeot 504 V6 coupé   | 4      | ab. dans la 3e étape                            | -             |
| 48 | Hervé Page            | Philippe Saget      | Datsun Violet 710      | 1      | 9e à 13 h 52 min                                | 1er           |
| 50 | G. Louvel             | Durand              | Mitsubishi Colt Lancer | 2      | ab. dans la 2e étape                            | -             |

## Classement du championnat à l'issue de la course
- attribution des points : 10, 9, 8, 7, 6, 5, 4, 3, 2, 1 respectivement aux dix premières marques de chaque épreuve, additionnés de 8, 7, 6, 5, 4, 3, 2, 1 respectivement aux huit premières de chaque groupe (seule la voiture la mieux classée de chaque constructeur marque des points). Les points de groupe ne sont attribués qu'aux concurrents ayant terminé dans les dix premiers au classement général.
- seuls les huit meilleurs résultats (sur onze épreuves) sont retenus pour le décompte final des points.

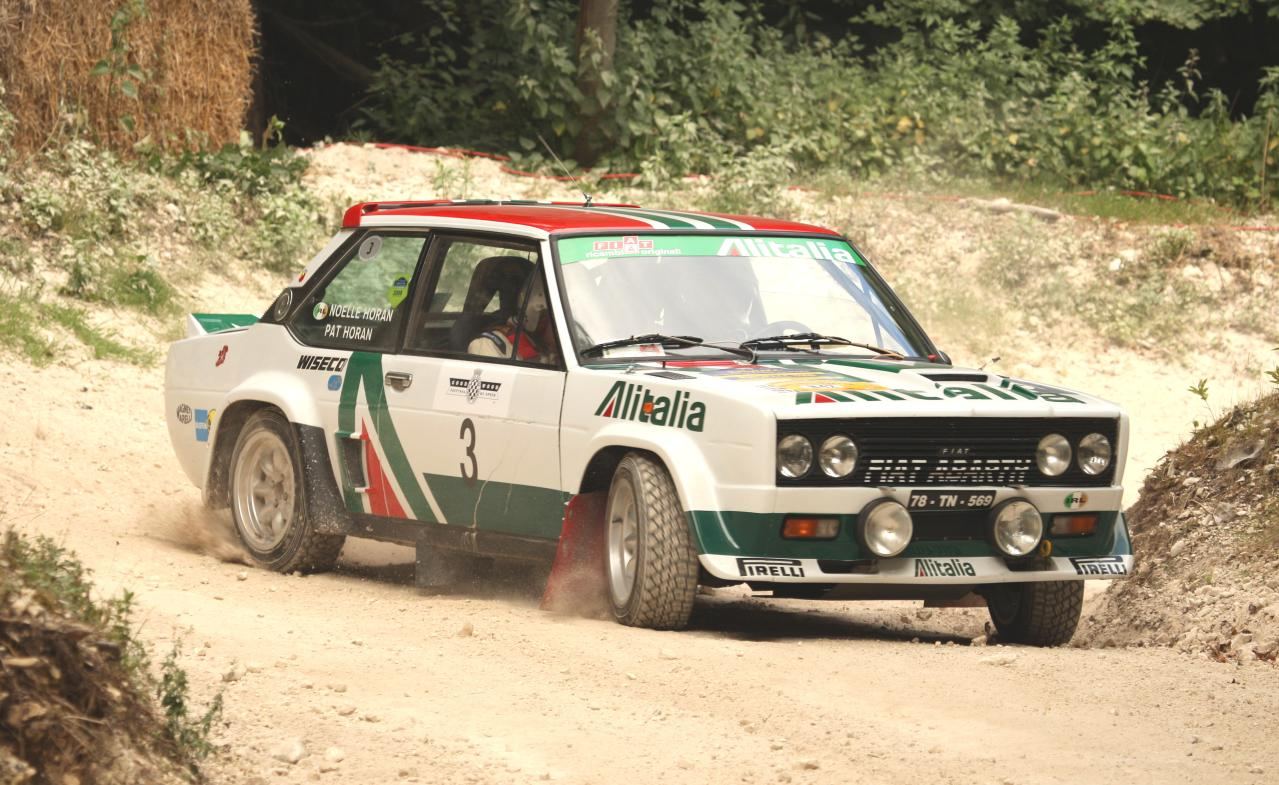
Malgré l'abandon de Vinatier, Fiat et la 131 Abarth (ici lors d'une course historique) viennent de conquérir leur second titre mondial.

| Pos. | Marque        | Points | M-C  | SUE  | SAF  | POR  | ACR  | FIN  | QUE  | SAN  | BAN  | COR | RAC |
| ---- | ------------- | ------ | ---- | ---- | ---- | ---- | ---- | ---- | ---- | ---- | ---- | --- | --- |
| 1    | Fiat          | 116    | 7+7  | 8+6  | -    | 10+8 | 10+8 | 10+8 | 10+8 | 9+7  | -    |     |     |
| 2    | Opel          | 84     | 2+8  | 4+8  | -    | 6+7  | 6+6  | 4+7  | 8+8  | 3+7  | -    |     |     |
| 3    | Ford          | 82     | -    | 10+8 | 3+4  | 9+7  | 4+5  | 3+3  | 5+8  | 5+8  | -    |     |     |
| 4    | Porsche       | 67     | 10+8 | -    | 9+7  | 2+5  | -    | 7+5  | -    | 8+6  | -    |     |     |
| 5    | Toyota        | 50     | -    | -    | -    | 7+8  | 3+5  | 5+8  | 7+7  | -    | -    |     |     |
| 6    | Lancia        | 49     | 4+4  | 7+5  | -    | -    | 5+6  | -    | -    | 10+8 | -    |     |     |
| 7    | Peugeot       | 45     | -    | -    | 10+8 | 4+5  | -    | -    | -    | -    | 10+8 |     |     |
| 8    | Datsun        | 42     | -    | -    | 9+7  | -    | 8+8  | -    | -    | -    | 2+8  |     |     |
| 9    | Renault       | 33     | 9+8  | -    | -    | -    | -    | -    | -    | -    | 8+8  |     |     |
| 10   | Saab          | 18     | -    | 2+6  | -    | -    | -    | -    | 3+7  | -    | -    |     |     |
| 11   | Volkswagen    | 17     | -    | 1+8  | -    | -    | -    | -    | 2+6  | -    | -    |     |     |
| 12   | Mitsubishi    | 16     | -    | -    | 1+4  | -    | -    | -    | -    | -    | 5+6  |     |     |
| 13   | Alfa Romeo    | 14     | -    | -    | -    | -    | -    | -    | -    | 6+8  | -    |     |     |
| 14   | Triumph       | 12     | -    | -    | -    | -    | -    | -    | 6+6  | -    | -    |     |     |
| 14=  | Mercedes-Benz | 12     | -    | -    | 5+7  | -    | -    | -    | -    | -    | -    |     |     |
| 16   | Volvo         | 10     | -    | 3+7  | -    | -    | -    | -    | -    | -    | -    |     |     |
| 17   | Škoda         | 6      | -    | -    | -    | -    | 2+4  | -    | -    | -    | -    |     |     |
| 18   | Lada          | 4      | -    | -    | -    | -    | 1+3  | -    | -    | -    | -    |     |     |

### Classement provisoire de la Coupe FIA des pilotes
- attribution des points : 9, 6, 4, 3, 2, 1 respectivement aux six premiers de chaque épreuve. Sont retenus pour le décompte final les cinq meilleurs résultats des onze épreuves mondiales (catégorie A), les deux meilleurs résultats des cinq rallyes sélectifs du Championnat d'Europe (catégorie B) et le meilleur résultat parmi les trois autres rallyes sélectifs (catégorie C). Markku Alén doit donc décompter les quatre points acquis en Suède.
- le règlement pénalise les pilotes n'ayant participé à aucune manche du championnat d'Europe (catégorie B), les privant d'un de leurs meilleurs résultats ; en conséquence, Björn Waldegård doit décompter les neuf points de sa victoire en Suède (il ne figure donc plus dans le haut du classement) et Walter Röhrl les neuf points d'une de ses deux victoires.

| Pos. | Pilote              | Marque                    | Points  | M-C (A) | ARC (B) | SUE (A) | SAF (A) | POR (A) | ACR (A) | SCO (B) | POL (B) | FIN (A) | NZ (C) | QUE (A) | TdF (B) | SAN (A) | GIR (C) | AUS (C) | ESP (B) | BAN (A) | COR (A) | RAC (A) |
| ---- | ------------------- | ------------------------- | ------- | ------- | ------- | ------- | ------- | ------- | ------- | ------- | ------- | ------- | ------ | ------- | ------- | ------- | ------- | ------- | ------- | ------- | ------- | ------- |
| 1    | Markku Alén         | Fiat & Lancia             | 52 (56) | -       | 4       | (4)     | -       | 9       | 6       | -       | -       | 9       | -      | 6       | -       | 9¹      | 9¹      | -       | -       | -       |         |         |
| 2    | Jean-Pierre Nicolas | Porsche, Peugeot¹ & Ford² | 31      | 9       | -       | -       | 9¹      | 4²      | -       | -       | -       | -       | -      | -       | -       | -       | -       | -       | -       | 9¹      |         |         |
| 3    | Hannu Mikkola       | Ford                      | 21      | -       | -       | 6       | -       | 6       | -       | 9       | -       | -       | -      | -       | -       | -       | -       | -       | -       | -       |         |         |
| 4    | Walter Röhrl        | Fiat                      | 12 (21) | 3       | -       | -       | -       | -       | 9       | -       | -       | -       | -      | (9)     | -       | -       | -       | -       | -       | -       |         |         |
| 4=   | Michèle Mouton      | Fiat                      | 12      | -       | -       | -       | -       | -       | -       | -       | -       | -       | -      | -       | 9       | -       | 3       | -       | -       | -       |         |         |
| 6    | Ari Vatanen         | Ford                      | 11      | -       | 9       | 2       | -       | -       | -       | -       | -       | -       | -      | -       | -       | -       | -       | -       | -       | -       |         |         |
| 7    | Pentti Airikkala    | Vauxhall                  | 10      | -       | -       | -       | -       | -       | -       | 6       | -       | 4       | -      | -       | -       | -       | -       | -       | -       | -       |         |         |
| 7=   | Jean Ragnotti       | Renault                   | 10      | 6       | -       | -       | -       | -       | -       | -       | -       | -       | -      | -       | -       | -       | -       | -       | -       | 4       |         |         |
| 9    | Antonio Zanini      | Fiat                      | 9       | -       | -       | -       | -       | -       | -       | -       | 9       | -       | -      | -       | -       | -       | -       | -       | -       | -       |         |         |
| 9=   | Russell Brookes     | Ford                      | 9       | -       | -       | -       | -       | -       | -       | -       | -       | -       | 9      | -       | -       | -       | -       | -       | -       | -       |         |         |
| 9=   | George Fury         | Datsun                    | 9       | -       | -       | -       | -       | -       | -       | -       | -       | -       | -      | -       | -       | -       | -       | 9       | -       | -       |         |         |
| 9=   | Tony Carello        | Lancia                    | 9       | -       | -       | -       | -       | -       | -       | -       | -       | -       | -      | -       | -       | -       | -       | -       | 9       | -       |         |         |